# Ernie Andres
Ernest Henry Andres, detto Ernie (Jeffersonville, 11 gennaio 1918 – Bradenton, 19 settembre 2008), è stato un cestista, allenatore di pallacanestro, giocatore di baseball e allenatore di baseball statunitense.

## Carriera

### Pallacanestro
Giocò a basket dal 1937 al 1939 con Indiana University e subito dopo giocò da professionista in NBL con gli Indianapolis Kautskys; venne nominato nell'All-NBL Second Team al termine della stagione 1939-40. Ritornò ai Kautskys dal 1945 al 1948, ricoprendo il doppio ruolo di allenatore e giocatore. Nel suo palmarès figura la vittoria nel World Professional Basketball Tournament del 1947.
Dal 1949 al 1958 è tornato agli Hoosiers nel ruolo di assistente allenatore di Branch McCracken.

### Baseball
Andres è l'unico atleta nella storia degli Indiana Hoosiers ad aver raggiunti i vertici in due sport a livello professionistico. Nel 1946 giocò infatti 15 partite con i Boston Red Sox; in precedenza aveva giocato nei Louisville Colonels e nel 1946-1947 militò nei Minneapolis Millers, prima di interrompere la carriera a causa della seconda guerra mondiale. Al rientro dal conflitto bellico iniziò ad allenatore: guidò gli Hoosiers dal 1948 al 1973, e fino al 1958 conciliando anche l'attività di vice allenatore della squadra di basket.

## Palmarès

### Pallacanestro
- NCAA Consensus All-American (1939)
- All-NBL Second Team (1940)
- World Professional Basketball Tournament (1947)
- Indiana Basketball Hall of Fame (1975)

### Baseball
- Indiana Baseball Hall of Fame (1999)